# Dans le bois
 (janvier 2018).
Si vous disposez d'ouvrages ou d'articles de référence ou si vous connaissez des sites web de qualité traitant du thème abordé ici, merci de compléter l'article en donnant les références utiles à sa vérifiabilité et en les liant à la section « Notes et références ».
Pour plus de détails, voir Fiche technique et Distribution.
Dans le bois est un film documentaire québécois, réalisé par Albert Tessier, sorti en 1925.
Les images du film ont été tournées par Albert Tessier alors qu'il explorait le bassin du Saint-Maurice. Il s'agit de son premier film. On y retrouve le guide Onésime Boivin, l'architecte Ernest Denoncourt et le député Alphida Crête.

## Fiche technique
- Titre original : Dans le bois[1]
- Réalisation : Albert Tessier
- Production : Albert Tessier
- Pays d'origine : Canada
- Langue originale : muet
- Format : couleur/noir et blanc  — 16 mm
- Genre : documentaire
- Durée : 13 minutes (partie 1) — 7 minutes (partie 2)